# Allochrocebus
Allochrocebus – rodzaj ssaków naczelnych z podrodziny koczkodanów (Cercopithecinae) w obrębie rodziny koczkodanowatych (Cercopithecidae).

## Zasięg występowania
Rodzaj obejmuje gatunki występujące w zachodniej i środkowej Afryce.

## Morfologia
Długość ciała (bez ogona) samic 37–55 cm, samców 42–70 cm, długość ogona samic 41–67 cm, samców 50–76 cm; masa ciała samic 2,9–4,5 kg, samców 4,7–10 kg.

## Systematyka
Rodzaj zdefiniował w 1913 roku amerykański przyrodnik Daniel Giraud Elliot w książce swojego autorstwa poświęconej przeglądowi systematycznemu naczelnych. Na gatunek typowy Elliot wyznaczył (oryginalne oznaczenie) koczkodana górskiego (A. lhoesti).

### Etymologia
Allochrocebus: gr. αλλοχρως allokhrōs, αλλοχρωτος allokhrōtos ‘obco wyglądający’, od αλλος allos ‘inny’, χρως khrōs ‘skóra i ciało, cera, karnacja’; κηβος kēbos ‘długoogoniasta małpa’.

### Podział systematyczny
Takson wyodrębniony z Cercopithecus. Do rodzaju należą następujące gatunki:
| Grafika | Gatunek               | Autor i rok opisu       | Nazwa zwyczajowa    | Podgatunki         | Rozmieszczenie geograficzne | Podstawowe wymiary                      | Status IUCN |
| ------- | --------------------- | ----------------------- | ------------------- | ------------------ | --- | --------------------------------------- | ----------- |
|         | Allochrocebus lhoesti | (P.L. Sclater, 1899)    | koczkodan górski    | gatunek monotypowy | wschodnia Demokratyczna Republika Konga (od rzeki Lualaba na wschód do Lasu Równikowego Ituri; dodatkowa populacja na południe od dolnego biegu rzeki Lindi), południowo-zachodnia Uganda, Rwanda i północne Burundi | DC: 45–70 cm DO: 46–76 cm MC: 3–10 kg   | VU          |
|         | Allochrocebus preussi | (Matschie, 1898)        | koczkodan stokowy   | 2 podgatunki       | południowo-wschodnia Nigeria i południowo-zachodnie wyżyny Kamerunu (wyżyny rzeki Cross River, Park Narodowy Korup, wyżyny Bamenda i góra Kamerun) oraz wyspa Bioko (Gwinea Równikowa)                               | DC: 37–70 cm DO: 41–76 cm MC: 2,9–10 kg | EN          |
|         | Allochrocebus solatus | (M.J.S. Harrison, 1988) | koczkodan słoneczny | gatunek monotypowy | Gabon (na południe od rzeki Ogowe, na zachód od rzeki Offoué; zachodnia granica niejasna, ale odnotowano go na wschód od Parku Narodowego Waka, południowa granica nieznana, ale rozciąga się do masywu Chaillu)     | DC: 50–70 cm DO: 60–76 cm MC: 3,5–9 kg  | NT          |

Kategorie IUCN:  NT  – gatunek bliski zagrożenia,  VU  – gatunek narażony,  EN  – gatunek zagrożony.